# Мелита Лорковић
Мелита Лорковић (Жупања, 25. новембар 1907 — Загреб, 1. новембар 1987) била је пијанисткиња и професорка. Радом је била везана за Загреб, Београд и Каиро. Описивана је темпераментна, снажна и студиозна музичка уметница.
Била је професор Музичке академије у Загребу (1929—1945), Београду (1948—1960) и шеф клавирског одсека Националног музичког конзерваторијума у Каиру (1960—1972). Концертно је наступала у скоро свим европским земљама, интерпретирајући поред класичне и романтичарске музике (Бетовена и Листа), као и многа дела домаћих композитора.
Позната је њена редакција Трогласних инвенција Јохана Себастиана Баха. Врх њеног пијанистичког умећа чине Бетовенов Концерт за клавир и оркестар у Ес-дуру, Брамсов концерт за клавир и оркестар у Б-дуру, као и Клавирски концерт у б-молу П.И.Чајковског.. Често је изводила дела југословенских композитора која су била њој посвећена (Б. Папандопула, Б. Кунца, Л. Шкерјанца, М. Тајчевића и других). Наступала је на готово свим концертним подијумима Европе, а изводила је и у САД, Канади, Латинској Америци, као и у Египту, Индији, Сирији, Бурми, Шри Ланки.

## Галерија
- Програми концерата Мелите Лорковић у Задужбини Илије М. Коларца